# Nitram
Nitram ist ein Filmdrama von Justin Kurzel. Die Filmbiografie wurde bei den Filmfestspielen von Cannes 2021 uraufgeführt. Hauptdarsteller Caleb Landry Jones gewann dabei den Preis als bester Schauspieler.

## Handlung
Die Handlung hat das Leben von Martin Bryant, der im Jahr 1996 in Port Arthur (Tasmanien) bei einem Amoklauf 35 Menschen tötete, zum Thema.

## Produktion und Veröffentlichung
Im November 2020 wurde erstmals über den Film, dessen Handlung und Darsteller berichtet. Die Dreharbeiten begannen im Januar 2021 und endeten im März 2021 in Victoria (Australien).
Kinostart von Nitram war Ende September 2021 in ausgewählten Kinos. Im November 2021 wurde der Film über den Video-on-Demand-Dienstleister Stan veröffentlicht.
In Tasmanien übten sowohl Politiker (darunter Premier Peter Gutwein und Kelly Spaulding (Bürgermeisterin der Tasman Municipality)), als auch örtliche Polizei und Angehörige der Opfer der damaligen Tat grundsätzliche Kritik an der Verfilmung. Jedoch wurde der Film auch in Tasmanien von zwei Kinos gezeigt.

## Bewertung
Laut Rotten Tomatoes konnte der Film Kritiker im Durchschnitt zu 89 % überzeugen. Bei Metacritic fielen die Bewertungen ebenfalls gut aus.

## Nominierungen und Auszeichnungen
| Preisverleihung                          | Kategorie                 | Nominierte/Ausgezeichnete | Status        | Beleg         |
| ---------------------------------------- | ------------------------- | ------------------------- | ------------- | ------------- |
| AACTA Awards 2021                        | Best Film                 | Nick Batzias              | Nominiert     | [ 12 ]        |
| AACTA Awards 2021                        | Best Film                 | Shaun Grant               | Nominiert     | [ 12 ]        |
| AACTA Awards 2021                        | Best Film                 | Virginia Whitwell         | Nominiert     | [ 12 ]        |
| AACTA Awards 2021                        | Best Film                 | Justin Kurzel             | Nominiert     | [ 12 ]        |
| AACTA Awards 2021                        | Best Direction            | Justin Kurzel             | Nominiert     | [ 12 ]        |
| AACTA Awards 2021                        | Best Original Screenplay  | Shaun Grant               | Nominiert     | [ 12 ]        |
| AACTA Awards 2021                        | Best Actor                | Caleb Landry Jones        | Nominiert     | [ 12 ]        |
| AACTA Awards 2021                        | Best Actress              | Judy Davis                | Nominiert     | [ 12 ]        |
| AACTA Awards 2021                        | Best Supporting Actor     | Anthony LaPaglia          | Nominiert     | [ 12 ]        |
| AACTA Awards 2021                        | Best Supporting Actress   | Essie Davis               | Nominiert     | [ 12 ]        |
| AACTA Awards 2021                        | Best Cinematography       | Germain McMicking         | Nominiert     | [ 12 ]        |
| AACTA Awards 2021                        | Best Editing              | Nick Fenton               | Nominiert     | [ 12 ]        |
| AACTA Awards 2021                        | Best Original Music Score | Jed Kurzel                | Nominiert     | [ 12 ]        |
| AACTA Awards 2021                        | Best Sound                | James Ashton              | Nominiert     | [ 12 ]        |
| AACTA Awards 2021                        | Best Sound                | Dean Ryan                 | Nominiert     | [ 12 ]        |
| AACTA Awards 2021                        | Best Sound                | Steve Single              | Nominiert     | [ 12 ]        |
| AACTA Awards 2021                        | Best Production Design    | Alice Babidge             | Nominiert     | [ 12 ]        |
| AACTA Awards 2021                        | Best Costume Design       | Alice Babidge             | Nominiert     | [ 12 ]        |
| AACTA Awards 2021                        | Best Hair and Makeup      | Fiona Rees-Jones          | Nominiert     | [ 12 ]        |
| AACTA Awards 2021                        | Best Casting              | Nikki Barrett             | Nominiert     | [ 12 ]        |
| AACTA Awards 2021                        | Best Casting              | Kate Leonard              | Nominiert     | [ 12 ]        |
| AACTA Awards 2021                        | Best Casting              | Alison Telford            | Nominiert     | [ 12 ]        |
| Internationale Filmfestspiele von Cannes | Best Actor                | Caleb Landry Jones        | Ausgezeichnet | [ 13 ]        |
| CinefestOZ                               | Film Prize                | Film Prize                | Ausgezeichnet | [ 14 ] [ 15 ] |